# Рябко, Борис Яковлевич
Рябко Борис Яковлевич (1949, Новосибирск) — российский учёный-математик, профессор, доктор технических наук. Научные интересы лежат в области прикладной математики, теории информации, криптографии и математической биологии. Опубликовал свыше 200 научных работ и 10 монографий. Один из ведущих в мире специалистов в области теории информации.

## Биография
Родился 14.01.1949 г. в  Новосибирске.
Образование: С 1964 по 1966 г. учился в физико-математической школе (ФМШ) при Новосибирском гос. Университете.
С 1966 по 1971 г. – студент механико-математического факультета Новосибирского гос. университета.
В 1981 г. защитил кандидатскую диссертацию (к.ф.-м.н.) по специальности «дискретная математика и математическая кибернетика» в Институте математики СО РАН.
В 1989 г. защитил докторскую диссертацию (д.т.н.) по специальности «теоретические вопросы кибернетики» в Институте проблем передачи информации РАН, Москва.
Трудовая деятельность: С 1971 по 1973 г. лейтенант Советской армии.
С 1973 по н.в. – научный сотрудник в академических институтах СО РАН и преподаватель в различных вузах Новосибирска. С 1990 по 2014 зав. кафедрой прикладной математики и кибернетики Сибирского гос. университета телекоммуникаций и информатики, с 2006 по 2011 г. проректор по научной работе данного университета, с 2012 по 2014 – ректор.
В настоящее время гл. н. с. и зав. лабораторией Федерального исследовательского центра информационных и вычислительных технологий СО РАН и профессор Новосибирского гос. университета.
С 2001 по 2011 г. - приглашенный профессор (visiting professor) в Техническом университете г. Тампере, Финляндия (TICSP,http://ticsp.cs.tut.fi/index.php/TICSP.html), а также в Университете информационных технологий Копенгагена, Дания (2000-2001 г. г.), университетах Осаки, 2000, Окинавы- OIST, 2019 (Япония) и ряда других.
Под руководством Рябко Б.Я. защищено более 20 кандидатских и докторских диссертаций. 

## Основные открытия

### Теория информации
В 1979 г. Рябко Б.Я. показал, что избыточность универсального кодирования равна пропускной способности канала связи. После публикации в 1979 г.   оказалось, что этот результат был известен Р.Галлагеру, но не опубликован.
В 1980 году открыл метод кодирования данных «стопка книг», также известный как Move-to-Front. В настоящее время этот метод практически используется в архиваторах в сочетании с преобразованием Борроуза-Виллера. 
Автор метода универсального кодирования и предсказания данных, порожденных стационарными источниками.
Б.Я. Рябко открыта связь между задачей кодирования источника информации с Хаусдорфовой размерностью и Колмогоровской сложностью. 
В 1989 г. открыл структуру данных, позволяющую быстро обновлять частоты встречаемости символов и их суммы (или кумулятивные  вероятности), получившая позже название двоичное индексированное дерево. 

### Математическая статистика и прогнозирование
Рябко Б.Я. открыл асимптотически оптимальные методы прогноза и проверки основных классов статистических гипотез для стационарных эргодических процессов. 
В 2019-2020 г.г. описана конструкция адаптивных статистических тестов для проверки свойств генераторов случайных чисел.  

### Криптография и стеганография
В 2007 г.  совместно с Д.Б.Рябко открыта конструкция совершенной стеганографической системы, применимой для встраивания скрытой информации в Марковские процессы с произвольной памятью. 
В 2019 предложена конструкция генератора случайных чисел с доказанными статистическими свойствами.  

### Математическая биология
Совместно с Ж. И. Резниковой открыл сложный символический «язык» муравьев, их способности к счету и элементарным арифметическим операциям.

## Некоторые труды
1. ↑  Boris Ryabko - CV. boris.ryabko.net. Дата обращения: 13 августа 2020. Архивировано 17 января 2020 года.
2. ↑   Ryabko, B. Ya. Coding of a source with unknown but ordered probabilities. Problems Inform. Transmission 15 (1979), no. 2, 134--138;
3. ↑  Ryabko, Boris Ya. Comments on: "A source matching approach to finding minimax codes",  IEEE Trans. Inform. Theory 27 (1981), no. 6, 780--781.
4. ↑  Ryabko, B. Ya Data compression by means of a «book stack», Problems of Information Transmission, 1980, v. 16: (4), pp. 265—269
5. ↑   Twice-universal coding. Problems of Information Transmission. 1984 , n3, pp.173-177
6. ↑  Ryabko, B. Ya. Prediction of random sequences and universal coding.
  Problems Inform. Transmission 24 (1988), no. 2, 87--96.
7. ↑   Ryabko, B. Ya. Noiseless coding of combinatorial sources, Hausdorff dimension, and Kolmogorov complexity. Probl. Inf. Transm. 22, 170-179 (1986)
8. ↑   Рябко Б.Я. "Быстрый последовательный код" , Доклады АН СССР, том 306, номер 3, стр. 548-552
9. ↑   
на английском языке B.Ya Ryabko; A fast on-line adaptive code. IEEE Trans.on Inform.Theory,v.28, n 1, Jul 1992 pp. 1400 - 1404.
10. ↑   
Boris Ryabko, Jaakko Astola, Mikhail Malyutov. 
  Compression-Based Methods of Statistical Analysis and Prediction of Time Series. 
  Springer, 2016.
11. ↑  Ryabko, Boris, and Daniil Ryabko. "Constructing perfect steganographic systems." Information and Computation 209.9 (2011): 1223-1230.
12. ↑  Reznikova, Zh. I.; Ryabko, B. Ya. An experimental proof of the use of numerals in the language of ants.
   Problemy Peredachi Informatsii 24 (1988), no. 4,97--101;